# Marko Janković
Marko Janković (en cirílico serbio, Марко Јанковић; Cetiña, 9 de julio de 1995) es un futbolista internacional montenegrino que juega de delantero en el Qarabağ F. K. de la Liga Premier de Azerbaiyán.

## Carrera

### Trayectoria temprana
Nacido en Cetiña, Janković se unió al Partizán de Belgrado procedente del FK Lovćen en el año 2007. Pasó los siguientes cinco años en la cantera del club belgradense antes de debutar con el FK Teleoptik de la Primera Liga Serbia en la temporada 2012-13, cedido del Partizán.

### Olympiacos
En el mercado de fichajes de verano de 2013, Janković fue transferido al Olympiacos de El Pireo de la Superliga de Grecia por un contrato de cuatro años. Durante todo ese tiempo estuvo jugando para el filial del club griego, llegando incluso a disputar la primera edición de la Liga Juvenil de la UEFA 2013-14, aunque sin ser ascendido al primer equipo.
En el verano de 2014 fue cedido al OFK Belgrado de Serbia. Anotó en su debut en liga después de entrar como suplente en la victoria en casa por 3-2 frente al FK Novi Pazar. Durante dicha temporada, el delantero montenegrino marcaría cuatro goles en 19 partidos.
El 31 de agosto de 2015, Marko Janković se marcharía nuevamente en condición de préstamo, en esta ocasión al club esloveno NK Maribor como cesión con opción de compra. Su primera aparición en la Primera Liga de Eslovenia 2015-16 se produjo el 23 de septiembre, en un empate a 1-1 en casa contra el NK Domžale, entrando como suplente en el minuto 62 del centrocampista Dare Vršič. Durante su etapa en Maribor ayudó al club a ganar la Copa de Eslovenia, jugando los 120 minutos completos y anotando uno de los penaltis en la tanda de penaltis contra el NK Celje en la final.

### Partizán
El 15 de junio de 2016, Janković se unió a su primer club, el Partizán de Belgrado, como préstamo durante una temporada. Vistió el número 95 y debutó el 14 de julio en un empate en casa por 0-0 con el Zagłębie Lubin, en el partido de ida de la segunda ronda de clasificación de la Liga Europa de la UEFA 2016-17. El 6 de noviembre anotó su primer gol oficial para el Partizán, abriendo el marcador en la eventual victoria en casa por 4-0 ante el FK Novi Pazar. Al finalizar su primera temporada con el Partizán fue uno de los encargados en ayudar a ganar el doblete.
Janković marcó el 14 de septiembre de 2017 el primer gol en el empate 1-1 ante el BSC Young Boys en la fase de grupos de la Liga Europa de la UEFA 2017-18. Finalizaría la temporada 2017-18 con 42 apariciones en todas las competiciones y siete goles marcados en total.
El 10 de noviembre de 2018 hizo su aparición número 100 en liga durante la victoria por 2-0 en casa sobre el FK Radnik Surdulica. Al dejar el Partizán, el jugador perdonó al menos 160 000 € de impagos del salario.

### SPAL
El 31 de enero de 2019, Marko Janković firmó un contrato con el SPAL de la Serie A hasta junio de 2022, en una transferencia por valor de 1,8 millones de euros. No obstante, solo la mitad del traspaso fue a parar al Partizán, mientras que el otro 50% de la tarifa correspondió al Olympiacos, debido a la cláusula firmada anteriormente entre ambas entidades en las que se especificaba que una parte del porcentaje sería destinada al equipo griego.
Un año más tarde, el 31 de enero de 2020, sería cedido al F. C. Crotone de la Serie B hasta el 30 de junio de 2020.
El 15 de enero de 2021 el jugador y el SPAL acordaron mutuamente su desvinculación del club italiano.

### Israel
A inicios del mes de febrero firmó con el Beitar Jerusalén israelí hasta 2023. Un año después de su llegada se marchó al Hapoel Tel Aviv.

## Selección nacional
Marko Janković fue internacional con Montenegro la selección sub-17, sub-19 y sub-21 de Montenegro. Hizo su debut con la selección internacional absoluta el 29 de mayo de 2016, entrando como suplente en el partido amistoso frente a Turquía, cuyo resultado finalizaría en derrota por 1-0. El 10 de septiembre de 2018, Janković anotó su primer gol internacional con Montenegro en la victoria en casa por 2-1 sobre Lituania en la Liga C de la Liga de Naciones de la UEFA 2018-19.

## Clubes
| Club                          | País       | Año       |
| ----------------------------- | ---------- | --------- |
| Partizán de Belgrado          | Serbia     | 2012-2013 |
| F. K. Teleoptik (cedido)      | Serbia     | 2012-2013 |
| Olympiacos F. C.              | Grecia     | 2013-2017 |
| O. F. K. Belgrado (cedido)    | Serbia     | 2014-2015 |
| N. K. Maribor (cedido)        | Eslovenia  | 2015-2016 |
| Partizán de Belgrado (cedido) | Serbia     | 2016-2017 |
| Partizán de Belgrado          | Serbia     | 2017-2019 |
| SPAL 2013                     | Italia     | 2019-2021 |
| F. C. Crotone (cedido)        | Italia     | 2020      |
| Beitar Jerusalén              | Israel     | 2021-2022 |
| Hapoel Tel Aviv               | Israel     | 2022      |
| Qarabağ F. K.                 | Azerbaiyán | 2022-     |

## Palmarés

### Títulos nacionales
| Título                     | Club                 | País       | Año  |
| -------------------------- | -------------------- | ---------- | ---- |
| Copa de Eslovenia          | N. K. Maribor        | Eslovenia  | 2016 |
| Superliga de Serbia        | Partizán de Belgrado | Serbia     | 2017 |
| Copa de Serbia             | Partizán de Belgrado | Serbia     | 2017 |
| Copa de Serbia             | Partizán de Belgrado | Serbia     | 2018 |
| Liga Premier de Azerbaiyán | Qarabağ F. K.        | Azerbaiyán | 2023 |
| Liga Premier de Azerbaiyán | Qarabağ F. K.        | Azerbaiyán | 2024 |
| Copa de Azerbaiyán         | Qarabağ F. K.        | Azerbaiyán | 2024 |
| Liga Premier de Azerbaiyán | Qarabağ F. K.        | Azerbaiyán | 2025 |